# La Puye
La Puye è un comune francese di 590 abitanti situato nel dipartimento della Vienne nella regione della Nuova Aquitania.
Nel 1820 vi venne stabilita la sede generalizia della congregazione delle Figlie della Croce, Suore di Sant'Andrea, fondata da Andrea Uberto Fournet insieme con Giovanna Elisabetta Bichier des Ages, che si spense proprio a La Puye nel 1838.

## Società

### Evoluzione demografica
Abitanti censiti